# Marta Milan
Marta Milan (ur. 1983 w Białymstoku) – polska wokalistka muzyki pop. W latach 2013–2017 była wokalistką zespołu Ich Troje.

## Życiorys
Ukończyła Szkołę Estradową im. Anny German w Białymstoku, The America Musical and Dramatic Academy w Nowym Jorku oraz The Lee Strasberg Theatre and Film Institute w Nowym Jorku. Pobierała lekcje śpiewu w South Florida Voice Studios.
Swoje pierwsze piosenki nagrywała z Pawłem Mąciwodą w Nowym Jorku. W 2009 zajęła pierwsze miejsce w programie Karaoke Idol USA 2009 oraz była finalistką konkursu The New Wave Singing Competition w Helsinkach.
Występowała w sztuce Stevena Kalvara „Perfidia”, która była wystawiana w teatrze Manhattan Repertory Theatre  na Broadwayu. Zagrała również m.in. w filmach Engaging, Band of Outsiders i Dirty Salsa oraz kampaniach reklamowych firm: Cablevision, MAC Cosmetics i ITT Tech.
W 2010 wzięła udział w przesłuchaniach na nową wokalistę zespołu Ich Troje. Do grupy dołączyła dopiero w 2013, pomyślnie przechodząc kolejny casting na wokalistkę. W 2014 wzięła udział w internetowym koncercie formacji pt. Domówka, który był transmitowany na żywo poprzez oficjalny kanał zespołu na YouTube. W 2017 zakończyła współpracę z grupą.